# جون وينانز
جون وينانز هو محامي وسياسي أمريكي، ولد في 27 سبتمبر 1831 في Vernon Township, New Jersey ‏ في الولايات المتحدة، وتوفي في 17 يناير 1907 في جينسفيل في الولايات المتحدة. نشط حزبياً في الحزب الديمقراطي. وقد انتخب عضو جمعية ولاية ويسكونسن ‏ وانتخب عضو مجلس النواب الأمريكي ‏.